# Marly-le-Roi
Marly-le-Roi [maʁli lə ʁwa] ist eine französische Gemeinde mit 16.619 Einwohnern (Stand 1. Januar 2022) im Département Yvelines in der Region Île-de-France. Die Einwohner werden als Marlychois oder, seltener, als Marlésiens bezeichnet.

## Lage
Die Vorstadt befindet sich nahe einer Seineschleife etwa 15 Kilometer westlich von der Pariser Stadtmitte. Die Gemeinde ist mit Paris verwachsen.

## Geschichte

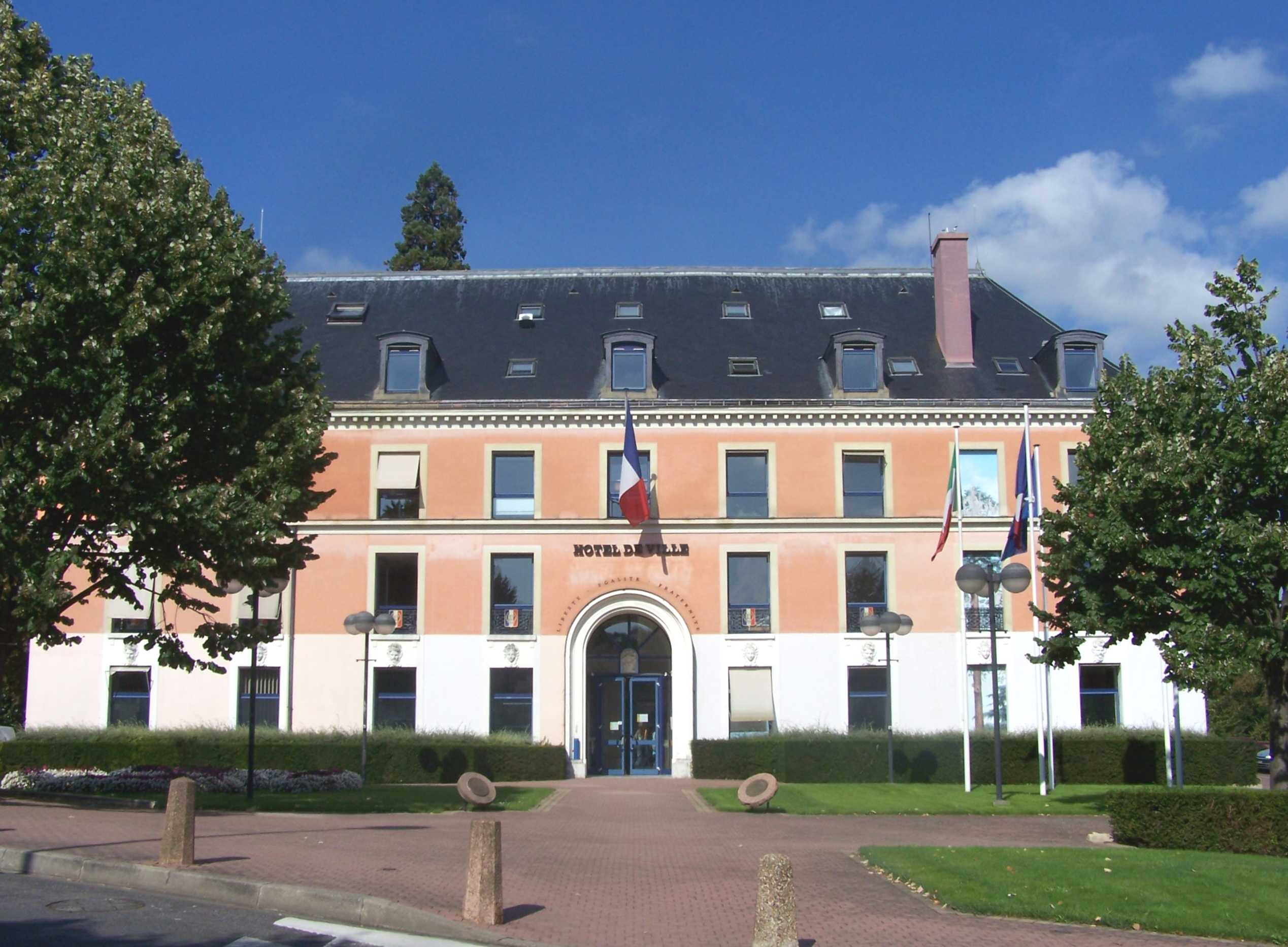
Hôtel de ville (Rathaus)

Bereits im Jahre 697 n. Chr. wurde Marly-le-Roi erstmals erwähnt, damals unter dem Namen Mairilacus. Im 11. Jahrhundert wurde die Stadt aufgeteilt in Marly le Chastel und Marly le Bourg. Sie befand sich im Besitz des Hauses Montmorency.
Erst Ludwig XIV. von Frankreich, der 1676 Marly von den Montmorency erwarb, bewirkte die Wiedervereinigung der beiden Städte, als er sich entschloss, an diesem Ort ein neues Schloss zu bauen. So wurde Marly zu Marly-le-Roi. Der Bau des königlichen Domizils, Schloss Marly-le-Roi,  und der Parkanlagen veränderte das Gesicht der Stadt und der Umgebung völlig. 1679 begannen die Bauarbeiten unter Leitung von Jules Hardouin-Mansart und dauerten bis 1686. Schloss und Garten waren Vorbild für weitere zeitgenössische Anlagen, so zum Beispiel für das Lustschloss Favorite (Mainz).
Ludwig XVI. von Frankreich und seine Frau Marie-Antoinette waren die beiden letzten Vertreter des französischen Königshauses, die das Schloss in Marly-le-Roi bewohnten. Nach der Revolution wurde das Anwesen verlassen und verfiel zur Ruine, bis es 1816 niedergerissen werden musste.
Seit dem 19. Jahrhundert war Marly-le-Roi Anziehungspunkt vieler Künstler. Alexandre Dumas baute hier 1844 nach dem Erfolg seines Werks „Die drei Musketiere“ ein kleines Renaissance-Schloss, das Château Monte-Cristo, und das neogotische Château d'If – beide gelegen in einem großen englischen Garten mit Grotten und Wasserfällen.
1884 wurde die Stadt an das Eisenbahnnetz angeschlossen und 1932 wurde der Park von Marly zum Monument historique erklärt. Charles de Gaulle verbrachte hier nach seinem Rücktritt mehrere Monate.

## Sehenswürdigkeiten

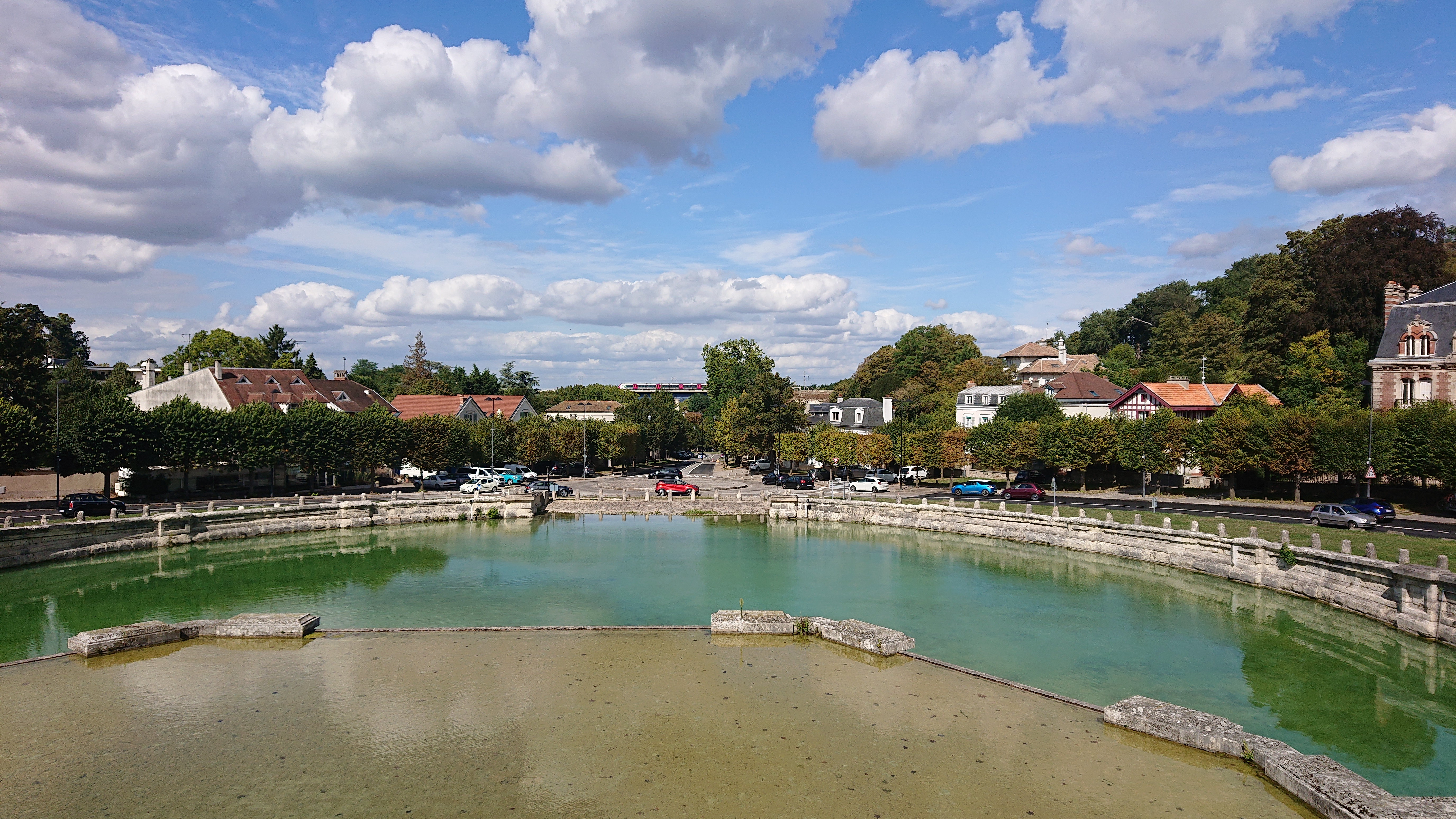
Der Abreuvoir (Pferdetränke), Relikt des Schlosses Marly-le-Roi

Siehe: Liste der Monuments historiques in Marly-le-Roi

## Städtepartnerschaften
Marly-le-Roi unterhält Städtepartnerschaften mit vier Städten:
- Leichlingen (Rheinland), Deutschland, seit 1964
- Marlow-on-Thames, Vereinigtes Königreich, seit 1972
- Kita, Mali, seit 1984
- Viseu, Portugal, seit 1996

## Persönlichkeiten
- Alphonse Choteau (1883–1936), Kolonialbeamter
- André Lafosse (1890–1975), Musiker, Solist an der Pariser Oper und Professor für Posaune am Pariser Konservatorium
- Joseph Pellerin (1684–1783), Numismatiker, Philologe und Marineangehöriger
- Christian Stengel (1902–1986), Regisseur, Drehbuchautor und Filmproduzent
- André Theuriet (1833–1907), Dichter, Romanschriftsteller und Dramatiker